# Elaeagia maguirei
Elaeagia maguirei är en måreväxtart som beskrevs av Paul Carpenter Standley. Elaeagia maguirei ingår i släktet Elaeagia och familjen måreväxter.

## Underarter
Arten delas in i följande underarter:
- E. m. maguirei
- E. m. pubens